# Lycaena oblitescens
Lycaena oblitescens är en fjärilsart som beskrevs av Schultz. 1906. Lycaena oblitescens ingår i släktet Lycaena och familjen juvelvingar. Inga underarter finns listade i Catalogue of Life.